# Савино (Матвеевское сельское поселение)
Савино — деревня в Парфеньевском районе Костромской области при реке Соег.

## География
Находится в центральной части Костромской области приблизительно в 23 км по прямой на север от центра района села Парфеньево.

## История
Деревня состояла в Матвеевской вотчине князей Репниных, которая, с первой половине 17 в., входила в Вохтомскую волость Чухломской осады (уезда). Позже эта часть Вохтомской волости передана в Парфеньевскую осаду в состав её Окологородецкой волости. С 1719 года – в состав Галичской провинции Архангелогородской губернии, с 1778 года – Кологривского уезда Унженской провинции Костромского наместничества, а с 1796 года – Кологривского уезда Костромской губернии.
Название известно с 1762 года. Урочище деревни с 1720-х до 1750-х "стояло пусту". До того, с первого упоминания в 1632 г. и до начала 1720-х гг. записано в рукописях, как Игнатово. Одно из первых поселений Матвеевской вотчины.
В 1632 г. здесь было учтено 4 двора, в 1872 г. - 25 дворов, в 1907 году —52. До 2021 года деревня входила в Матвеевское сельское поселение.

## Население
Постоянное население составляло 137 человек (1872 год), 189 (1897), 221 (1907), 244 в 2002 году (русские 98 %), 223 в 2022.